# Jean-Louis Leduc
Pour l’article homonyme, voir Leduc.
Jean-Louis Leduc B.A. (27 mars 1918 - 22 août 1993) est un homme d'affaires, professeur, aviateur et homme politique fédéral du Québec.

## Biographie
Né à Sainte-Victoire-de-Sorel dans la région de la Montérégie, M. Leduc sert dans le 2e Bataillon des fusilliers du mont Royal durant la période de la Seconde Guerre mondiale. Il entame une carrière publique en devenant maire de Sainte-Victoire-de-Sorel de 1950 à 1951.
Élu député du Parti libéral du Canada dans la circonscription fédérale de Richelieu en 1979, il est réélu en 1980. Défait par le progressiste-conservateur et futur bloquiste Louis Plamondon en 1984, il sert comme secrétaire parlementaire du ministre des Affaires des Anciens combattants en 1984.